# Belin-Béliet
 Belin-Béliet este o comună în sud-vestul Franței, în departamentul Gironde din regiunea Aquitania-Limousin-Poitou-Charentes.